# Station Vaux-et-Chantegrue
Station Vaux-et-Chantegrue is een spoorwegstation in de Franse gemeente Vaux-et-Chantegrue.